# النامسي (يافع)

تعديل مصدري - تعديل

النامسي هي إحدى قرى عزلة لبعوس بمديرية يافع التابعة لمحافظة لحج، بلغ تعداد سكانها 148 نسمة حسب تعداد اليمن لعام 2004.